# 沙特基夫卡
50°0′14″N 38°41′1″E / 50.00389°N 38.68361°E
沙特基夫卡（烏克蘭語：Шатківка）是位於烏克蘭東部的村莊，由盧甘斯克州斯瓦托韋區的特羅伊齊克市鎮負責管轄。該村始建於1954年，面積0.75平方公里，2001年人口1，人口密度每平方公里1.33人。